# Icius daisetsuzanus
Icius daisetsuzanus là một loài nhện trong họ Salticidae.
Loài này thuộc chi Icius. Icius daisetsuzanus được Kendo Saito miêu tả năm 1934.